# José Róbson do Nascimento
José Róbson do Nascimento, auch Robgol oder Robinho genannt, (* 10. Mai 1970 in Barra de São Miguel, Paraíba) ist ein ehemaliger brasilianischer Fußballspieler.

## Karriere
Róbson begann seine Karriere 1987 bei Náutico Capibaribe. 1988 wurde er mit dem Verein Vizemeister der zweiten Liga und stieg in die erste Liga auf. Am Ende der Saison 1994 stieg der Verein in die zweiten Liga ab. 1997 wechselte er zum Erstligisten SC Internacional. Danach spielte er bei América Mineiro, Santa Cruz FC und EC Bahia. 2003 wechselte er zu Paysandu SC. In der Saison 2003 schoss er 15 Tore in der Série A. Im Sommer 2003 wechselte er zum japanischen Erstligisten Ōita Trinita. 2004 kehrte er nach Brasilien zurück. Hier unterschrieb er einen Vertrag bei FC Santos. 2005 wechselte er zu Paysandu SC. Als er auch in der Série A mit 21 Toren Zweiter in der Torschützenliste. Am Ende der Saison 2005 stieg der Verein in die zweiten Liga ab. Am Ende der Série B 2006 stieg der Verein in die dritten Liga ab. 2007 beendete er seine Karriere als Fußballspieler.

## Erfolge
ABC
- Staatsmeisterschaft von Rio Grande do Norte: 1999

Bahia
- Copa do Nordeste: 2001, 2002
- Staatsmeisterschaft von Bahia: 2001

Paysandu
- Staatsmeisterschaft von Pará: 2005

## Politik
Nachdem Róbson seine Fußballerkarriere beendet hatte, ging er in die Politik. Er schloss sich der Partido Trabalhista Brasileiro an und ließ sich 2006 als Kandidat des Bundesstaates Pará aufstellen und wurde gewählt. 2010 kandidierte er erneut, wurde aber nicht wiedergewählt.
Am 19. April 2011 beschlagnahmten die Zivilpolizei des Bundesstaates Pará und die Staatsanwaltschaft (MPE) von Pará etwa 500.000 Real sowie 40.000 Real an Lebensmittelkarten von der gesetzgebenden Versammlung von Pará (Alepa). Róbson von der MPE als möglicher Teilnehmer an einem Betrugssystem mit den Gehaltsschecks von Alepa untersucht, bei dem seit 2008 bereits fast 1 Million Real pro Monat veruntreut wurden. Nach Angaben des MPE wurden vier Arten von Betrug festgestellt: die Einbeziehung ungerechtfertigter Vorteile in die Gehaltsschecks, die Hinterziehung von Einkommenssteuer und Sozialversicherungsbeiträgen, die Einstellung von Geistermitarbeitern und die Verwendung von "Orangen" auf der Gehaltsliste.
Im Jahr 2022 scheiterte er bei der Wahl zum Bundesabgeordneten für die Partido Social Democrático.